# Фабрично-заводские комитеты
Фабри́чно-заводски́е комите́ты, сокр. фабзавко́мы или ФЗК — рабочие комитеты на заводах и фабриках, создававшиеся во время революции 1917 года. Именно им Ленин первоначально предлагал передать всю полноту власти, а лозунг «Вся власть — советам!» первоначально звучал: «Вся власть — фабзавкомам!».

## История
Появление советов в 1917 году было встречено «в штыки» российскими социал-демократами в целом и большевиками в частности, — когда они узнали о том, что возникли некие советы, они были категорически против передачи какой-либо власти советам, поскольку посчитали, что это тормозит революцию, к тому же в советах доминировали представители других партий. Большевики противопоставили советам фабрично-заводские комитеты из лояльных им кадров. К идее советов большевики вернулись по прошествии времени, когда убедились, что их можно использовать в борьбе за власть.
Фабрично-заводские комитеты были организованы на многих российских промышленных предприятиях после Февральской революции 1917 года. Фабзавкомы захватывали контроль над управлением заводов. Явочным порядком они вводили 8-часовой рабочий день, решали вопросы расценок и зарплаты, приёма и увольнения, снабжения рабочих продовольствием. В некоторых случаях фабзавкомы формировали отряды рабочей милиции и красной гвардии для защиты заводов от волны криминала, поднявшейся в результате разгрома полиции и освобождения преступников во время революции.
Фабзавкомы были опорой большевиков на предприятиях, участвовали в подготовке Октябрьской революции. В 1918 году большевики уже значительно усилили своё присутствие в советах (тогда же ленинский лозунг «Вся власть фабзавкомам» был спешно изменён на «Вся власть советам») и ФЗК были объединены с профсоюзами.

## Конференции фабзавкомов
30 мая — 3 июня (12—16 июня) 1917 года в Петрограде состоялась 1-я общегородская конференция ФЗК под председательством Свердлова, где 31 мая (13 июня) выступил В. И. Ленин, предложивший принять «Резолюцию об экономических мерах борьбы с разрухой». Она принята 3(16) июня. Конференция избрала Центральный Совет(ЦС) ФЗК Петрограда из 25 человек, среди них 19 большевиков. Секретарём ЦС ФЗК на конференции был избран Николай Алексеевич Скрыпник.
Петроградский ЦС стал фактически Всероссийским центром ФЗК. С июня 1917 года председателем Центрального совета Фабзавкомов Петрограда стал Животов Матвей Назарович.
7—12 (20—25) августа 1917 года проходила 2-я конференция петроградских ФЗК. По основным вопросам приняты большевистские резолюции, утверждён устав ФЗК. К осени 1917 года ЦС, городские и районные объединения ФЗК имелись более чем в 50 промышленных центрах России.
17—22 октября (30 октября — 4 ноября) 1917 года в Петрограде работала Всероссийская конференция ФЗК. Около 2/3 её делегатов были большевиками. Конференция приняла резолюцию «О текущем моменте», указав, что осуществление рабочего контроля над производством и распределением возможно лишь при переходе всей государственной власти в руки Советов. Она признала необходимым объединение ФЗК и профсоюзов.